# Félix De Vigne

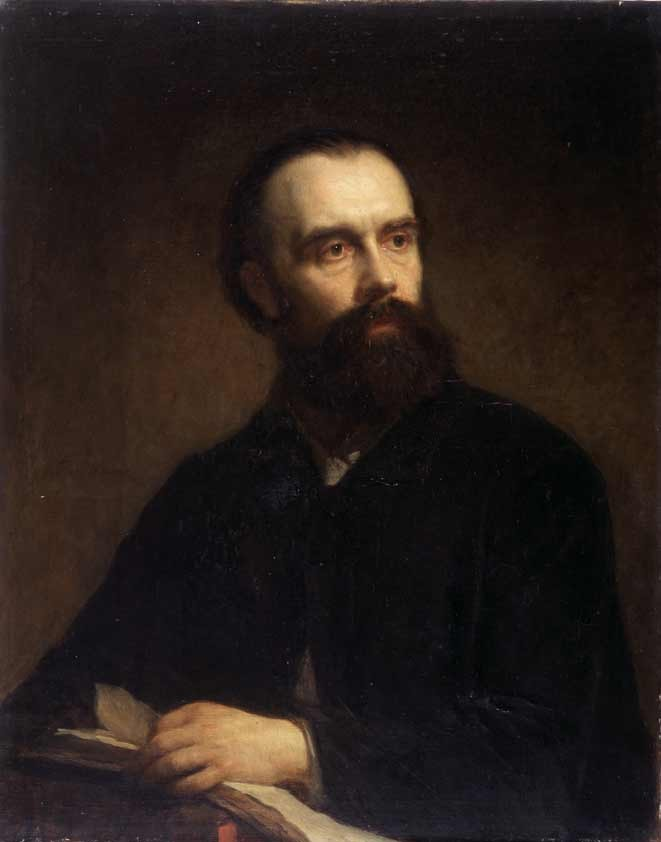
Félix de Vigne, door Liéven De Winne

Félix De Vigne (Gent, 1806 – 1862) was een Vlaams kunstschilder.
De Vigne was een zoon van Ignace De Vigne (1767-1849), de broer van Pieter De Vigne (1812-1877) en vader van Edmond De Vigne (1841-1918) en Elodie De Vigne.
Hij studeerde aan de Academie in Gent, waar hij later professor werd. Hij was historisch kunstschilder, portretschilder, etser en schilder van religieuze taferelen in troubadourstijl. Daarnaast was hij ook nog eens historicus, kunstcriticus en archeoloog.
Hij ontdekte Jules Breton in 1842, en was onder de indruk van het talent van de jonge Breton, waarna hij zijn familie overtuigde om hem kunst te laten studeren. In 1858 trouwde Breton met de dochter van De Vigne, Élodie. Ze kregen een dochter (De Vigne's kleindochter), die ook schilder werd, Virginie Demont-Breton.

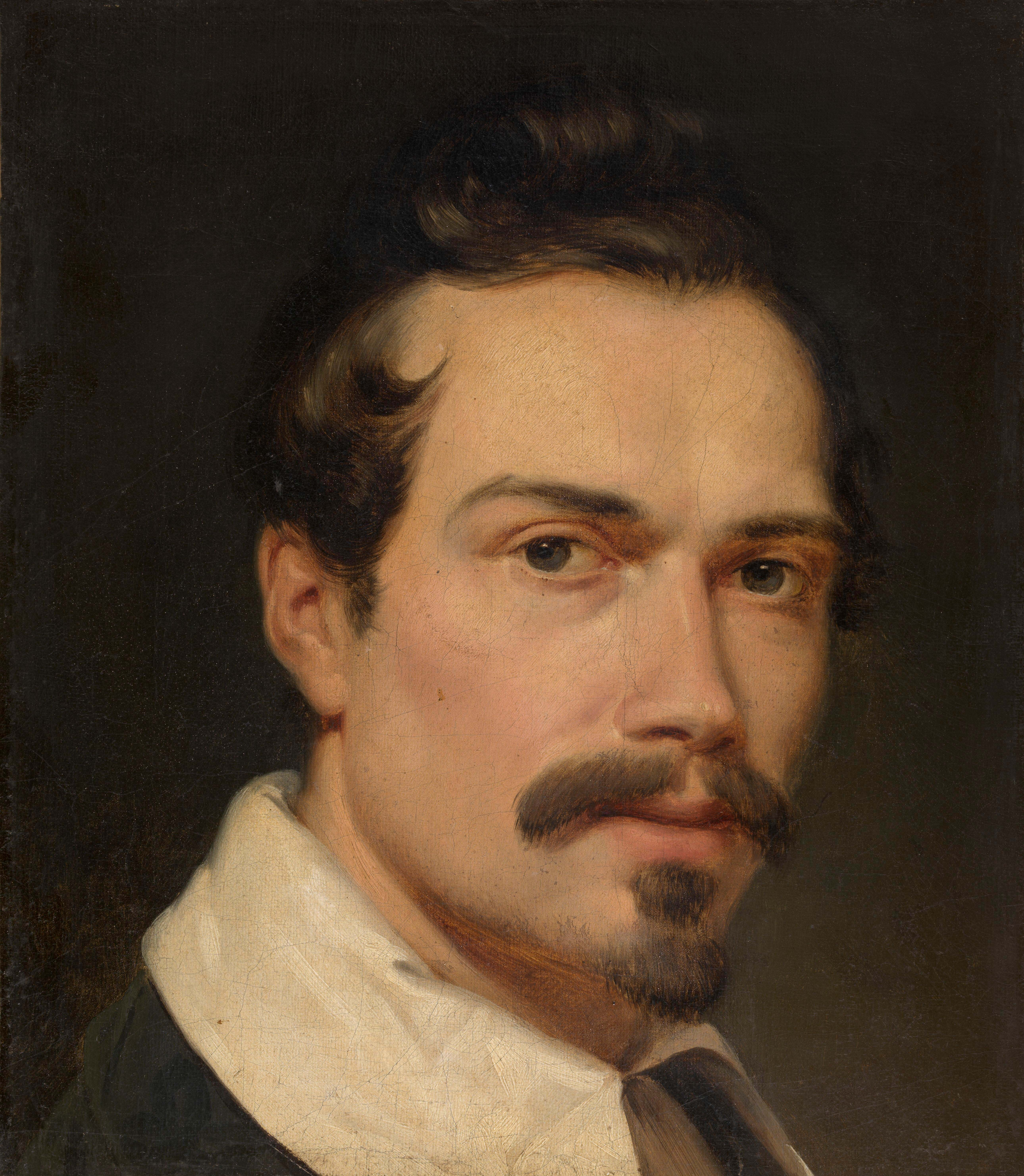
Zelfportret, MSK Gent
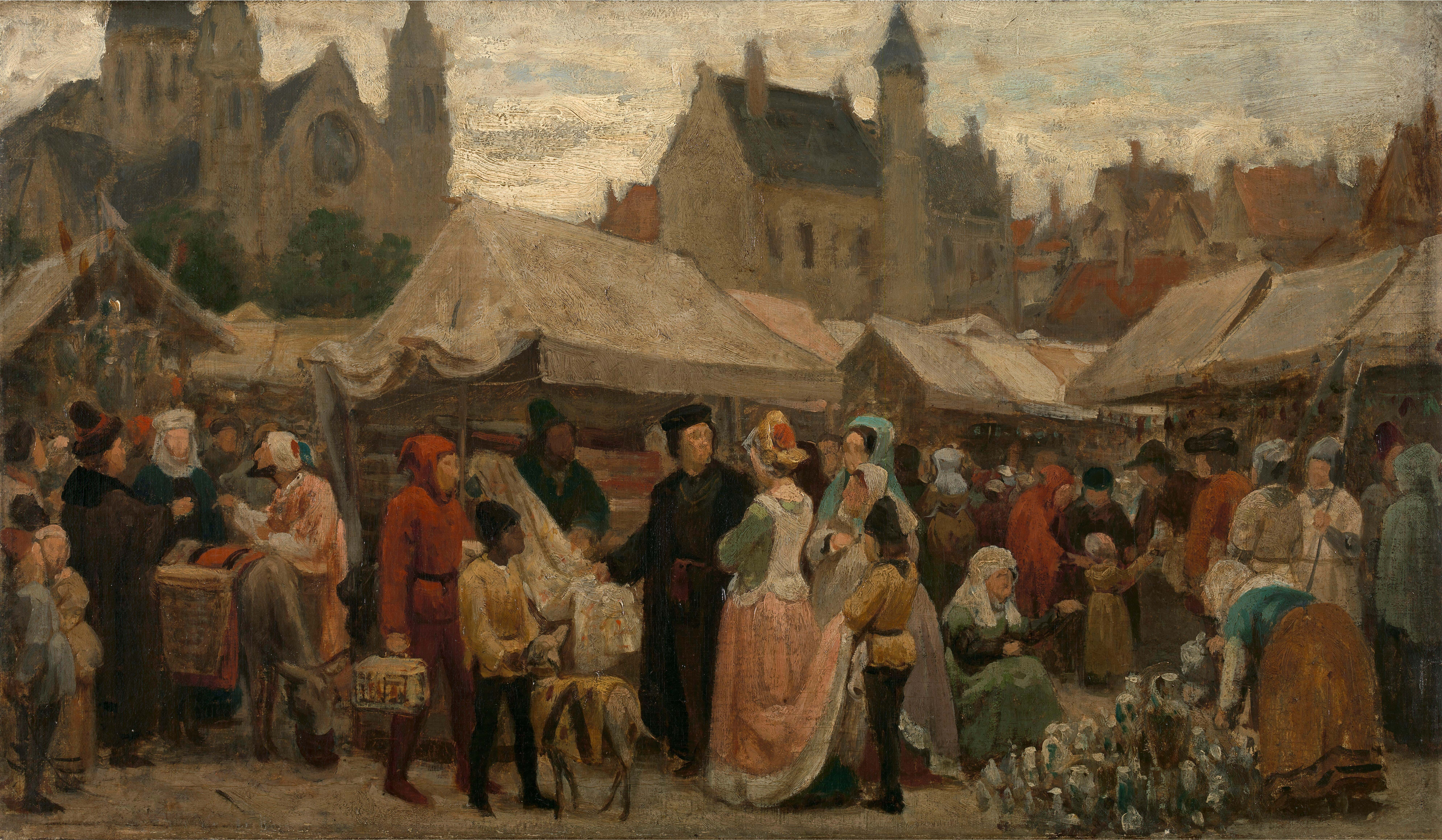
Vrije foor in Gent in de Middeleeuwen (studie), 1862, MSK Gent
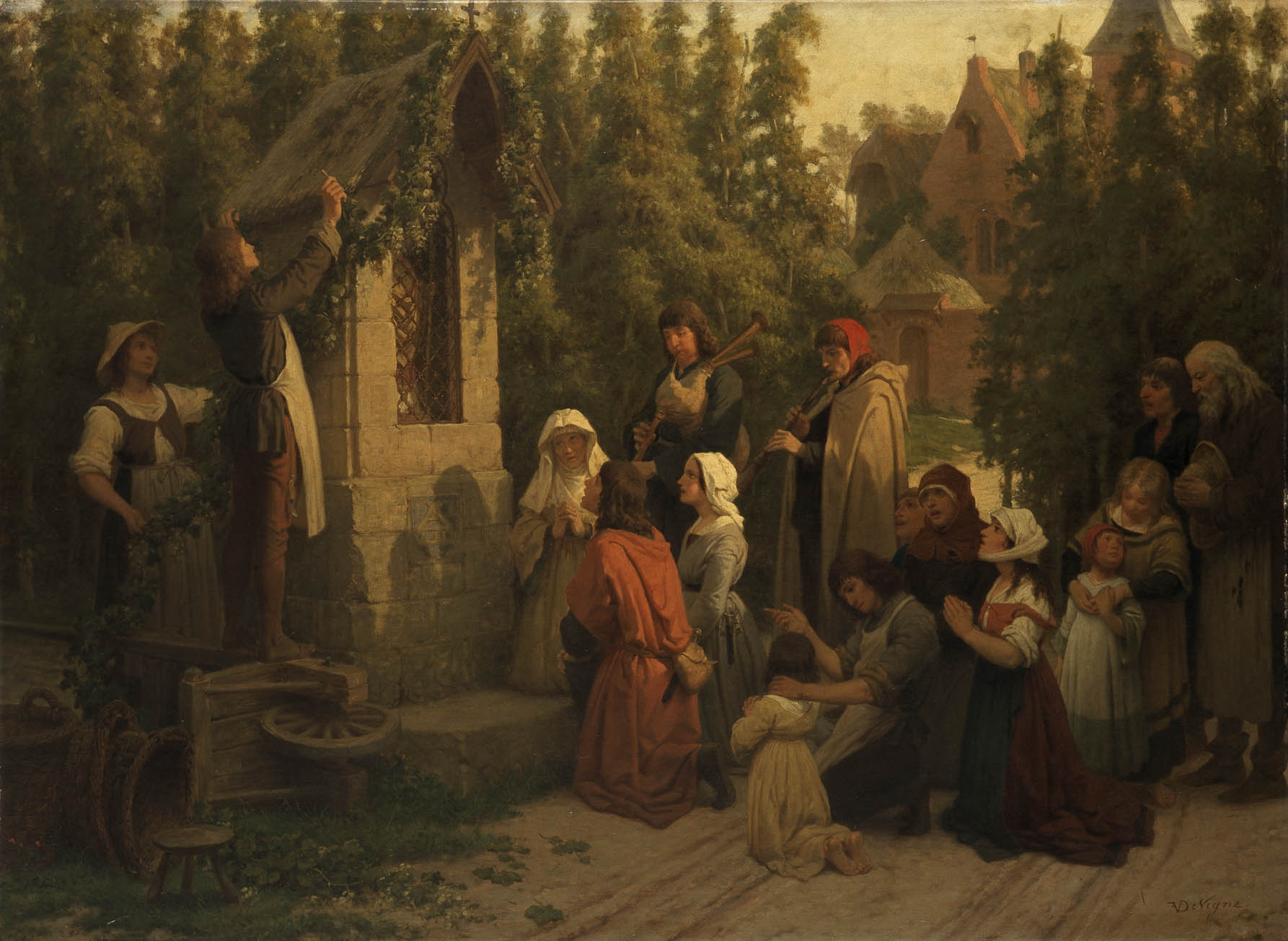
Dankgebed voor de oogst, 1862, MSK Gent
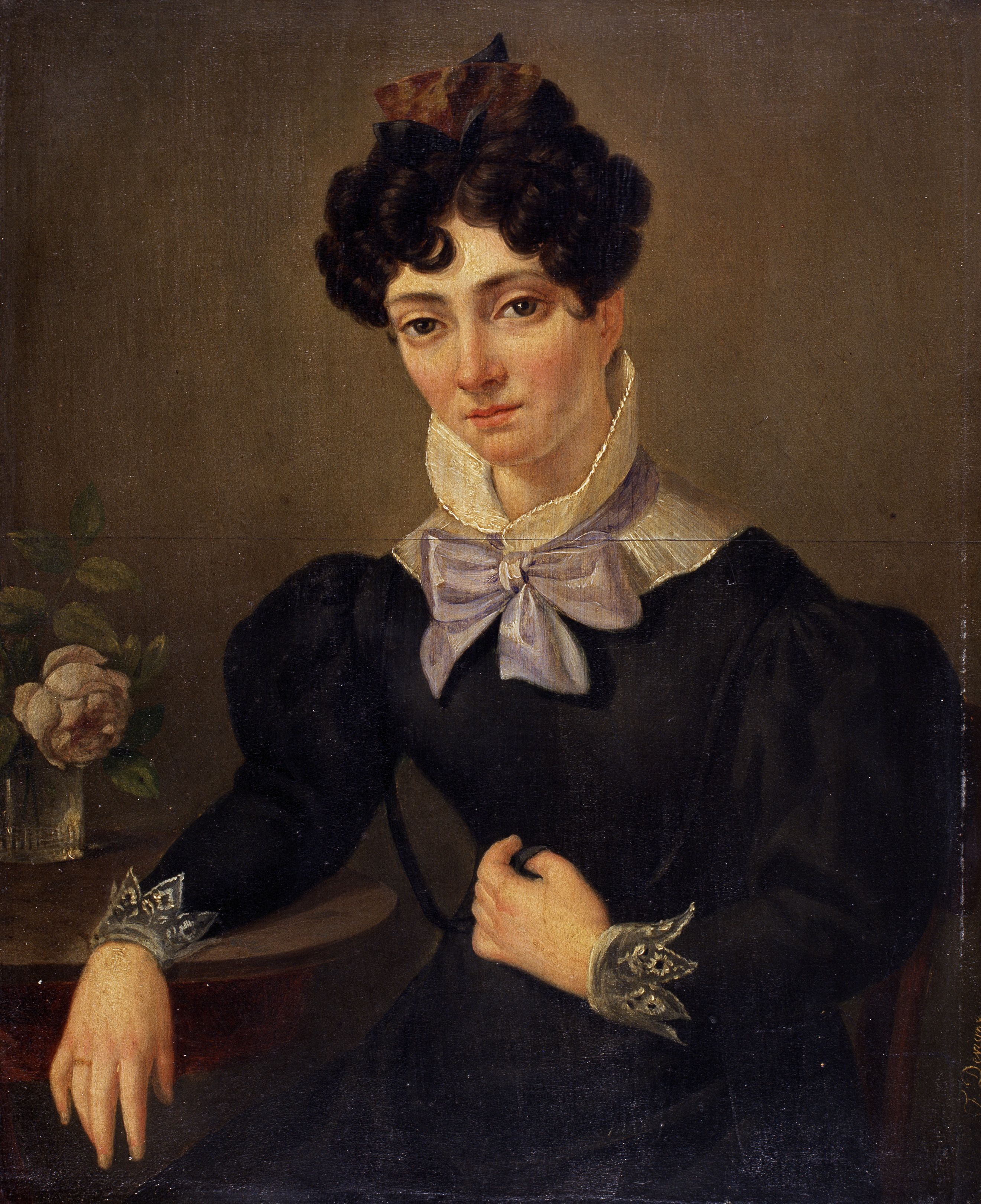
Portret van de vrouw van de musicus Jean De Vigne, MSK Gent

- Bibliothèque nationale de France: cb13548870k (data)
- Biografisch Portaal: 34033752
- Digitale Bibliotheek voor de Nederlandse Letteren: vign004
- Gemeinsame Normdatei: 117682543
- International Standard Name Identifier: 0000 0001 1589 3065
- Nederlandse Thesaurus van Auteursnamen: 068385595
- RKD-Nederlands Instituut voor Kunstgeschiedenis: 80967
- Système universitaire de documentation: 050816195
- Union List of Artist Names: 500042634
- Virtual International Authority File: 5714798
- WorldCat: E39PBJpyhd4yhCyW8wC8p6MQMP